# Saeid Ezatolahi
Saeid Ezatolahi Afagh (en persa: سعید عزت‌اللهی آفاق‎; Bandar-e Anzali, Guilán, 1 de octubre de 1996) es un futbolista iraní que juega en la demarcación de centrocampista para el Shabab Al-Ahli Club de la UAE Pro League.

## Selección nacional
Tras jugar 33 partidos con la selección de fútbol sub-17 de Irán y cuatro con la sub-20, finalmente el 11 de junio de 2015 hizo su debut con la selección absoluta en un encuentro contra Uzbekistán que finalizó con un resultado de 0-1 a favor del combinado iraní tras un gol de Mehdi Torabi. Además llegó a disputar trece partidos de la clasificación para la Copa Mundial de Fútbol de 2018.

### Participaciones en Copas del Mundo
| Copa              | Sede  | Resultado      | Partidos | Goles |
| ----------------- | ----- | -------------- | -------- | ----- |
| Copa Mundial 2018 | Rusia | Fase de grupos | 2        | 0     |
| Copa Mundial 2022 | Catar | Fase de grupos | 3        | 0     |

### Goles internacionales
| # | Fecha                   | Estadio                      | Oponente     | Gol | Resultado | Competición                           |
| - | ----------------------- | ---------------------------- | ------------ | --- | --------- | ------------------------------------- |
| 1 | 12 de noviembre de 2015 | Estadio Azadi, Teherán, Irán | Turkmenistán | 2-1 | 3-1       | Clasificación para el Mundial de 2018 |

## Clubes
| Club                             | País       | Año       | Partidos | Goles |
| -------------------------------- | ---------- | --------- | -------- | ----- |
| Malavan F. C.                    | Irán       | 2012-2014 | 19       | 0     |
| Atlético de Madrid "C"           | España     | 2014-2015 | 5        | 0     |
| F. C. Rostov                     | Rusia      | 2015-2017 | 16       | 2     |
| F. C. Anzhi Makhachkala (cedido) | Rusia      | 2017      | 11       | 0     |
| F. C. Amkar Perm (cedido)        | Rusia      | 2017-2018 | 16       | 1     |
| Reading F. C. (cedido)           | Inglaterra | 2018-2019 | 4        | 0     |
| K. A. S. Eupen (cedido)          | Bélgica    | 2019-2020 | 6        | 0     |
| Vejle Boldklub                   | Dinamarca  | 2020-2022 | 49       | 6     |
| Al-Gharafa S. C. (cedido)        | Catar      | 2022      | 13       | 0     |
| Vejle Boldklub                   | Dinamarca  | 2022-2024 | 35       | 3     |
| Shabab Al-Ahli Club              | EAU        | 2024-     | 50       | 9     |

## Palmarés

### Títulos nacionales
| Título                                    | Club                | País | Año  |
| ----------------------------------------- | ------------------- | ---- | ---- |
| Supercopa de los Emiratos Árabes Unidos   | Shabab Al-Ahli Club | EAU  | 2024 |
| UAE Pro League                            | Shabab Al-Ahli Club | EAU  | 2025 |
| Copa Presidente de Emiratos Árabes Unidos | Shabab Al-Ahli Club | EAU  | 2025 |